# Трубковёрты
Трубковёрты или вертолисты (лат. Attelabidae) — семейство насекомых из отряда жесткокрылых. К семейству относятся более 2100 видов, из которых к букаркам (Rhynchitinae) относятся около 1110 видов а к остальным подсемействам трубковёртов около тысячи видов. Многие представители являются вредителями плодовых культур. Характерным для семейства является развитие личинок в медленно увядающих или подвергающихся процессам гниения и брожения тканях кормовых растений. Большинство трубковёртов обитатели тропических районов. Букарки трофически связаны с 49 семействами растений и остальные трубковёрты — с 44 семействами.

## Географическое распространение
В мировой фауне насчитывается свыше 2110 видов трубковёртов. В России распространены 115 видов; Китае — 397 видов; в Мексике — 51 вид.

## Описание
Это маленьких и средних размеров жесткокрылые, в длину достигающие обычно 2,5—12 мм, а в тропической зоне до 17—25 мм. Некоторые виды могут иметь сходство с долгоносиками (Curculionidae) благодаря вытянутой головотрубке, хотя большинство видов отличаются от них формой головы, переднспинки, лапок и неколенчатыми 11-или 12-сегментными усиками.

### Морфология имаго

#### Голова
Голова вытянута в головотрубку, которая не длиннее головы, направлена вперёд и вниз. Снабжена короткими острыми ложковидными челюстями, в основном без зубцов на наружном крае на вершине. Головотрубка обычно толстая, часто асимметричная, расширена на вершине и горбообразно вздутая над местом прикрепления усиков. Теменная часть головы крупная продолговатая с параллельными (Attelabus), или расширяющимися от глаз назад к вискам (Henicolabus, Euops) или с перетяжкой в базальной части (Paroplapoderus), или же базальная часть сильно удлинённая (Apoderus) и образует иногда длинную цилиндрическую шею (Paracycnotrachelus). Верхняя губа отсутствует, челюстные щупики четырёх-сегментные. Максиллы двигаются в горизонтальной плоскости. Нижняя губа состоит из прементума и постментума. Губные щупики трёх-сегментные, укороченные (Attelabus) или сильно редуцированы: у представителей рода Euops в виде маленьких бугорков у основания боковых выступов нижней губы, у подсемейства Apoderinae двух-сегментные, короткие. Язычок узкий продолговатый. Головная вырезка двойная. Глаза более или менее крупные, продолговатые, не выступающие за контуры головы, сильно сближенные на лбу или середине вершины, слабо или же сильно выпуклые, круглые или овальные, широко расставленные.
Первый сегмент усиков обычно длиннее остальных, а третий-четвёртый вершинных утолщённых сегментов образуют неполную булаву.

#### Переднеспинка
Переднеспинка наибольшей ширины у основания, поперечная, колоколообразная или конусовидная (Paracycnotrachelus), с перетяжкой у вершины и у основания, часто в верхней части выпуклая. Различают три части:
1. прескутальное кольцо — передний край
2. скутум[нидерл.] — диск
3. постскутум — базальный валик в основании переднеспинки.

Передние края переднеспинки и переднегруди обычно вырезаны снизу и сверху для большего угла поворота головы, похожей на шаровой шарнир в базальной части. Швы переднегруди обычно отсутствуют. Диск переднеспинки гладкий, морщинистый, с бугорками или бугровидно вздутый.

#### Щиток
Щиток более или менее треугольный, редко бывает длинный, часто широкий или поперечный.

#### Крылья и надкрылья
Надкрылья шире переднеспинки, с хорошо развитыми плечевыми бугорками и явственно выраженными эпиплеврами, часто не раскрывают пигидий. Микроскульптура надкрылий гладкая, мелкоячеистая, редко с грубой пунктировкой или морщинистая. Бороздок насчитывается 10, имеющие крупные или же мелкие точки, иногда есть короткая прищитковая бороздка. Промежутки надкрылий гладкие или с более или менее выпуклыми бугорками, реже длинными остроконечными шипами (Paroplapoderus).
Задние крылья развитые, жилкование кантароидного типа. Жуки хорошо летают.

#### Брюшко
Видимых стернит брюшка пять. Пигидий большой, открытый, сильно склеритизорованный.

#### Конечности
Вертлуги маленьких размеров. Передние тазики вертикальные, крупные, соприкасающиеся; почти достигают переднего края переднегруди у Attelabinae, или сильно сдвинуты к её заднему краю у Apoderinae; средние тазики менее выступающие; задние тазики сильно поперечные. У самцов передние бёдра утолщённые. Голени прямые или изогнутые, частые, часто имеются продольные кили. Внутренний край передней голени слабо или сильно зазубренный. Лапки ложно четырёхсегментные, с редуцированным четвёртым сегментом, сросшимся с основанием пятого сегментом. Первый-третий сегмент расширенные, второй сегмент голый в низу, или с губчатой адгезивной подошвой; третий сегмент двулопастный. Коготки сросшиеся у основании. Тело голое, не покрыто чешуйками, чёрное, чёрное с красными надкрыльями или же желтовато-красные нет металлического блеска (Apoderinae), зелёное, сине-зелёное, синее с металлическим блеском и в редких волосках (Attelabinae). Головотрубка перед усиками самцов обычно более короткая чем у самок, а также у самцов более выпуклые глаза, тоньше и длиннее лапки, часто с изогнутыми перед голенями у Attelabinae; вершина голеней у самцов с одним шипом, у самок с двумя шипами; самцы Apoderinae часто имеют сильнее удлинённую шею и конусовидную суженные перед бока переднеспинки.

### Морфология личинок
Личинки лишены лапок. Тело серповидное, мясистое или тонкое, белое, жёлтое, розовое или красное. Усики двух-сегментные, с выпуклым первым сегментом, сильно выступающим над поверхностью головы, в отличие от долгоносиков (Curculionidae), у которых первый сегмент не выступает назад поверхностью головы. Челюстные щупики трёх-сегментные.

## Экология
Жуки являются растительноядными и связаны с древесной и кустарниковой растительностью. Личинки развиваются внутри свёрнутых самкой трубок из листьев или же развиваются в побегах или в плодах.

## Развитие

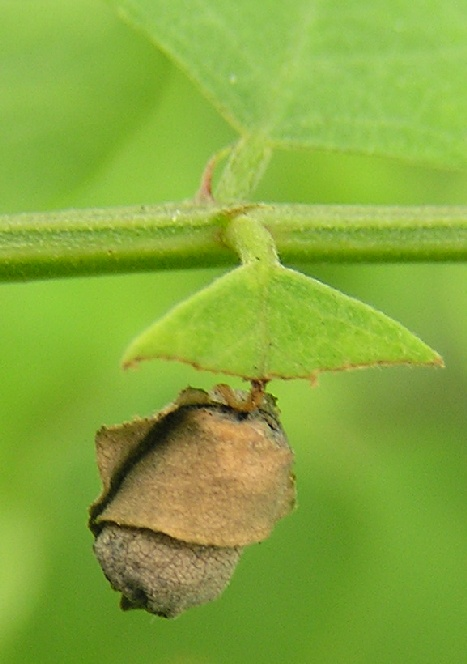
Бочковидно свёрнутый лист трубковёртом Apoderus erythrogaster

Самки откладывают яйца в неглубокие ямки или складки листа, из которого личинки сворачивают более или менее плотный пакет, часто в виде трубки или бочка. Самка подгрызают лист, в котором будет развиваться её личинка, что и вызывает медленное усыхание и гниения листа. Жуки способны заражать бродильными грибками ткани растений, подготавливая питательный субстрат для личинок, так, например, как представители рода Euops. В годы массовых размножений трубковёрты могут наносить вред лесным и садовым насаждениям.

## Классификация
Наряду с представителями куркулиноидных (Curculionoidea), то есть семейства букарки (Rhynchitidae) и трубковёрты (Attelabidae) должны занимать места за примитивными цветожилами (Nemonychidae), ложнослониками (Anthribidae), но перед долготелами (Brentidae), семяедами (Apionidae) и более специализированными Dryophthoridae и долгоносиками (Curculionidae).

## Палеонтология
Известен 51 ископаемый вид трубковертов (например, Pseudopilolabus othnius), из них 45 относятся к букаркам. Древнейшим трубковертом считается Sayrevilleus grimaldii из верхнемелового янтаря Нью-Джерси, данный вид относится к вымершему подсемейству Sayrevilleinae, исчезновение которого связывают с конкуренцией со стороны долгоносиков.

## Русские названия
(включая Букарки)
1. Трубковёрты-аподерусы (Apoderus Olson)
  1. Трубковёрт орешниковый (Apoderus coryli Linnaeus)
2. Трубковёрты (род) (Attelabus Linnaeus)
  1. Трубковёрт дубовый (Attelabus nitens)
3. Byctiscus Thompson
  1. Трубковёрт виноградный (Byctiscus betulae Linnaeus) [грушевый]
  2. Трубковёрт тополёвый (Byctiscus populi Linnaeus)
4. Букарки (род) (Coenorrhinus Thompson)
  1. Ринхит бронзовый (Coenorrhinus aeneovireus Marshall)
  2. Слоник боярышниковый краснокрылый (Coenorrhinus aequatus Linnaeus)
  3. Слоник германский (Coenorrhinus germanicus Herbst)
  4. Ложнобукарка (Coenorrhinus interpunctatus Stephens)
  5. Слоник ивовый узкоголовый (Coenorrhinus longiceps Thompson)
  6. Слоник малый ивовый (Coenorrhinus nanus Paykull)
  7. Букарка плодовая (Coenorrhinus pauxillus Germar)
  8. Слоник ивовый (Coenorrhinus tomentosus Gyllenhal)
5. Deporaus Leach
  1. Трубковёрт чёрный берёзовый (Deporaus betulae Linnaeus)
  2. Трубковёрт кленовый (Deporaus tristis Fabricius)
6. Homalorhynchites Herbst
  1. Долгоносик венгерский розанный (Homalorhynchites hungaricus Herbst)
7. Ринхиты (Rhynchites Schneider)
  1. Вишнёвый слоник (Rhynchites auratus Scope)
  2. Казарка плодовая (Rhynchites bacchus Linnaeus)
  3. Долгоносик-веткорез блестящий (Rhynchites coeruleus De Geer)
  4. Слоник сливовый (Rhynchites cupreus Linnaeus)
  5. Слоник грушевый большой (Rhynchites giganteus Krynski), казарка большая, ринхит гигантский
  6. Ринхит волосатый (Rhynchites pubescens Fabricius)